# Liste der Baudenkmäler im Kreis Düren

Kreis Düren

Die Liste der Baudenkmäler im Kreis Düren umfasst:
- Liste der Baudenkmäler in Aldenhoven
- Liste der Baudenkmäler in Düren
- Liste der Baudenkmäler in Heimbach
- Liste der Baudenkmäler in Hürtgenwald
- Liste der Baudenkmäler in Inden
- Liste der Baudenkmäler in Jülich
- Liste der Baudenkmäler in Kreuzau
- Liste der Baudenkmäler in Langerwehe
- Liste der Baudenkmäler in Linnich
- Liste der Baudenkmäler in Merzenich
- Liste der Baudenkmäler in Nideggen
- Liste der Baudenkmäler in Niederzier
- Liste der Baudenkmäler in Nörvenich
- Liste der Baudenkmäler in Titz
- Liste der Baudenkmäler in Vettweiß

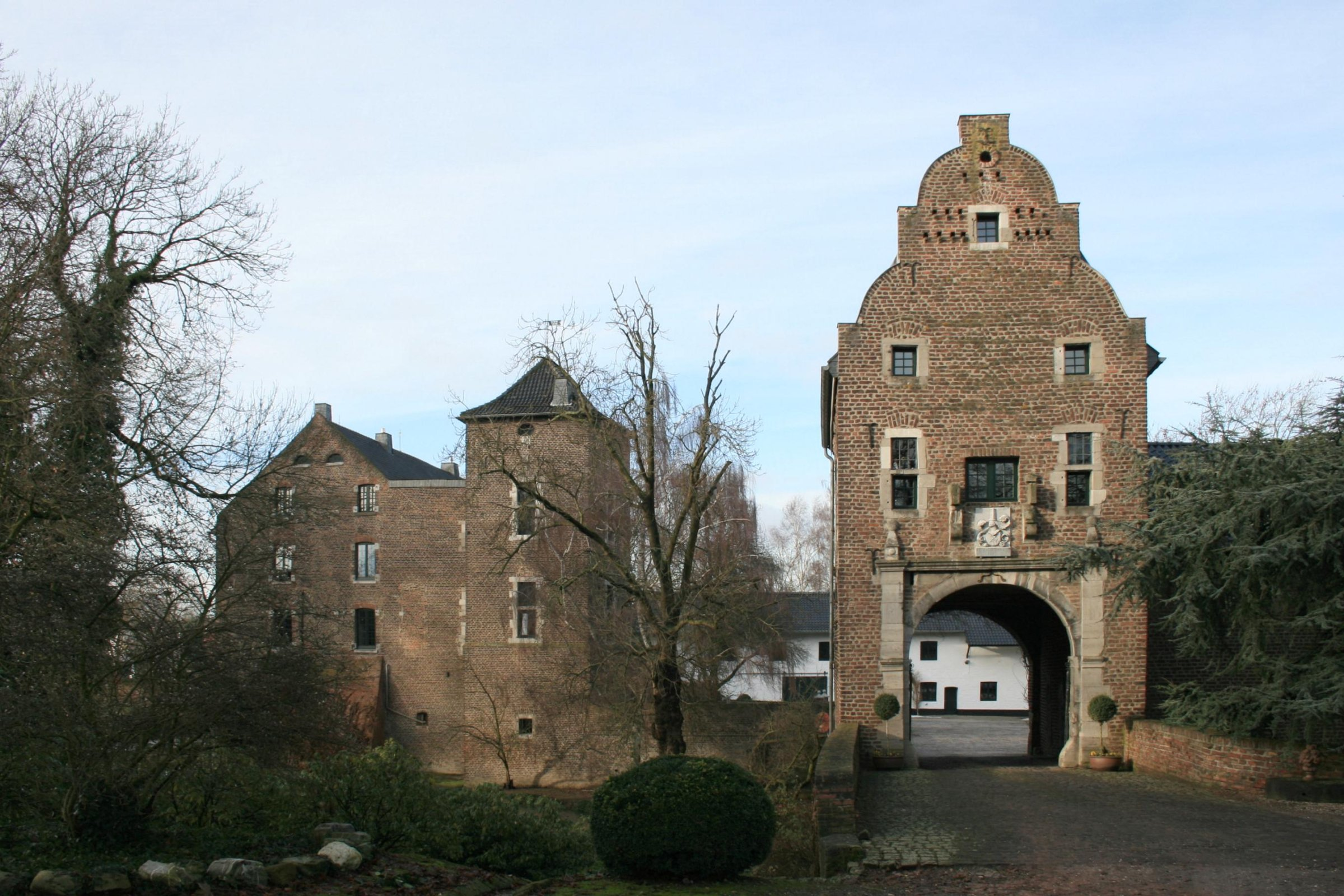
Wasserburg Dürboslar (Aldenhoven)
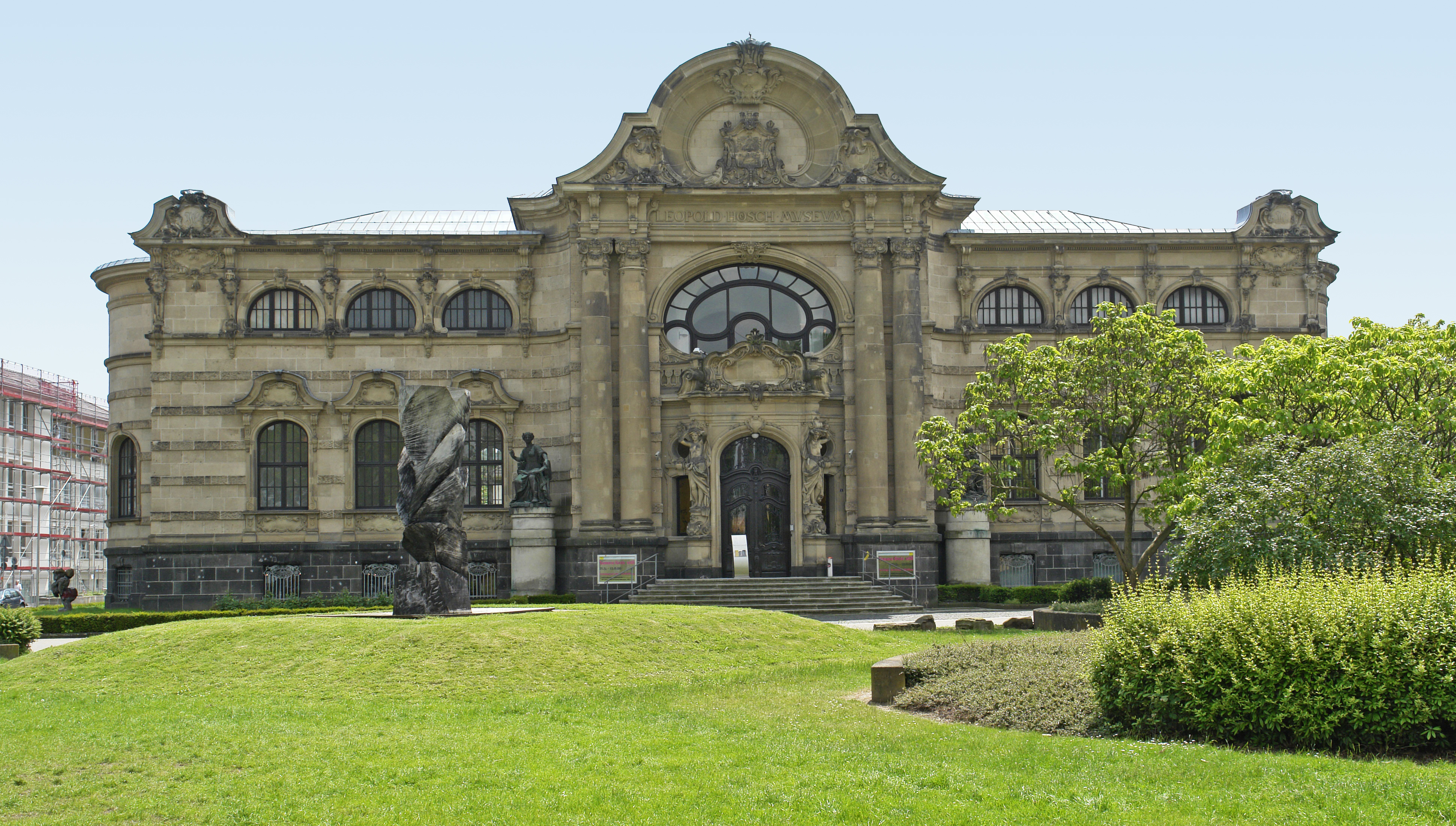
Leopold-Hoesch-Museum (Düren)
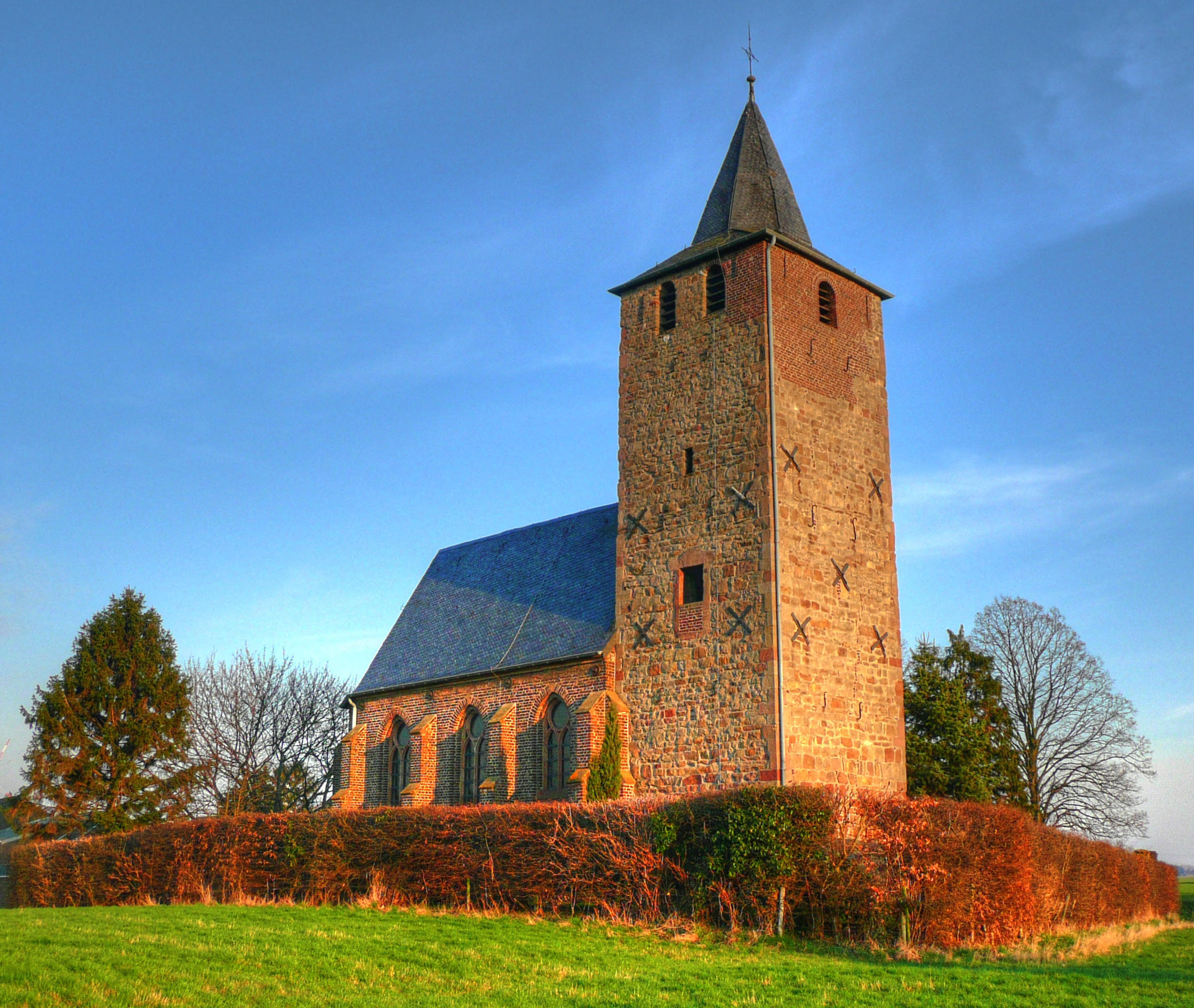
Uehlendoemchen (Düren)
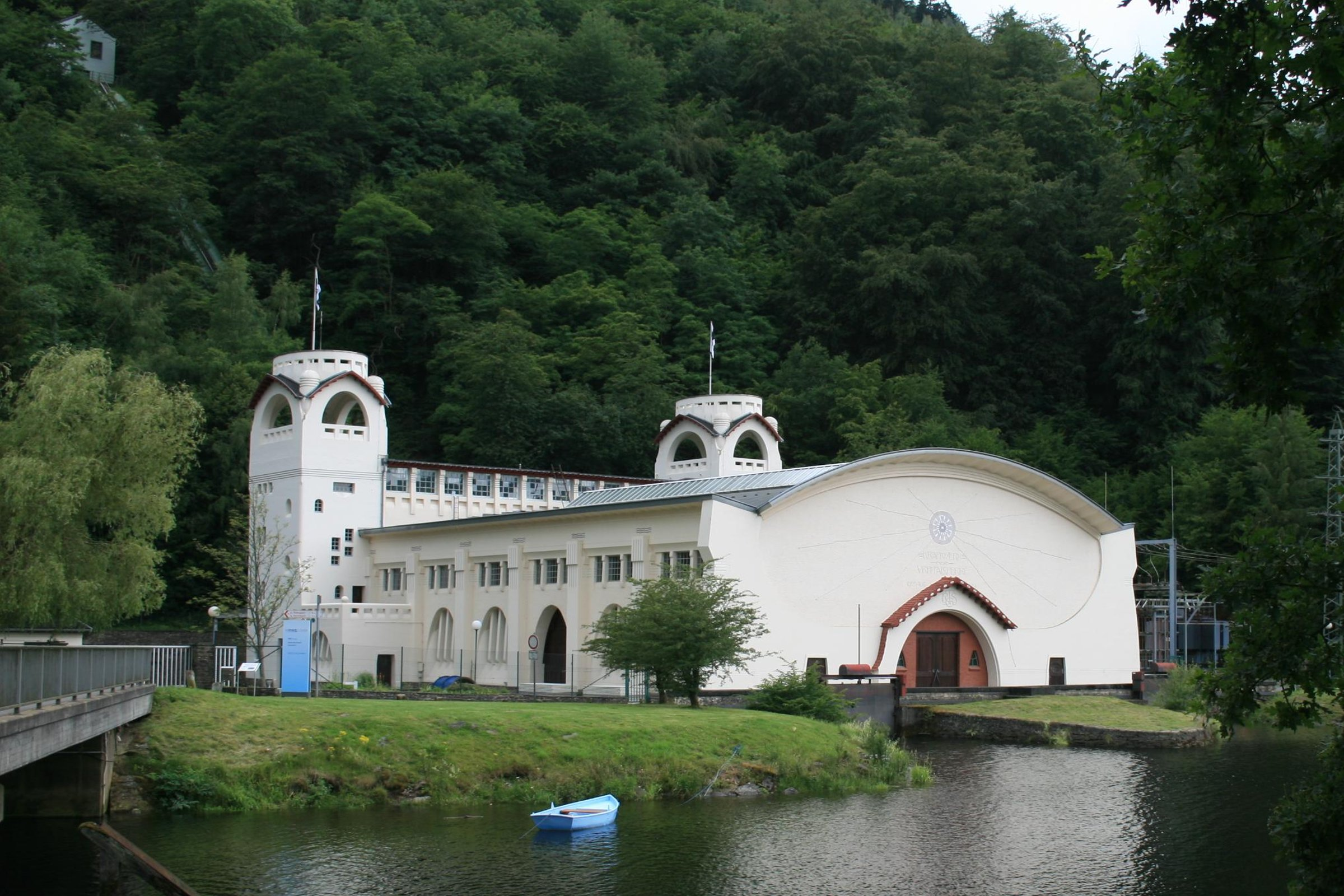
Altes Kraftwerk (1904) Hasenfeld (Heimbach (Eifel))
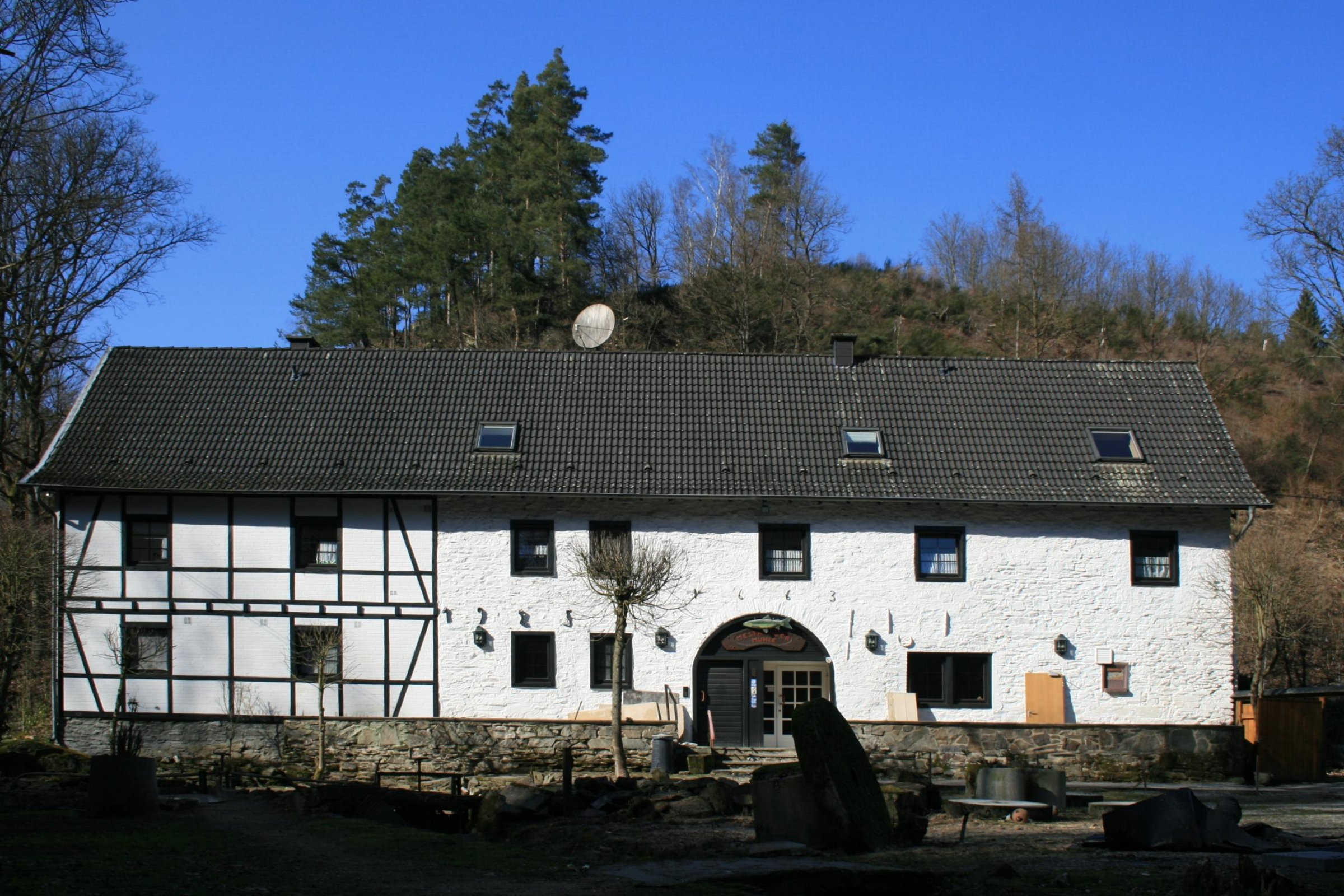
Mestrenger Mühle (1663) Vossenack (Hürtgenwald)
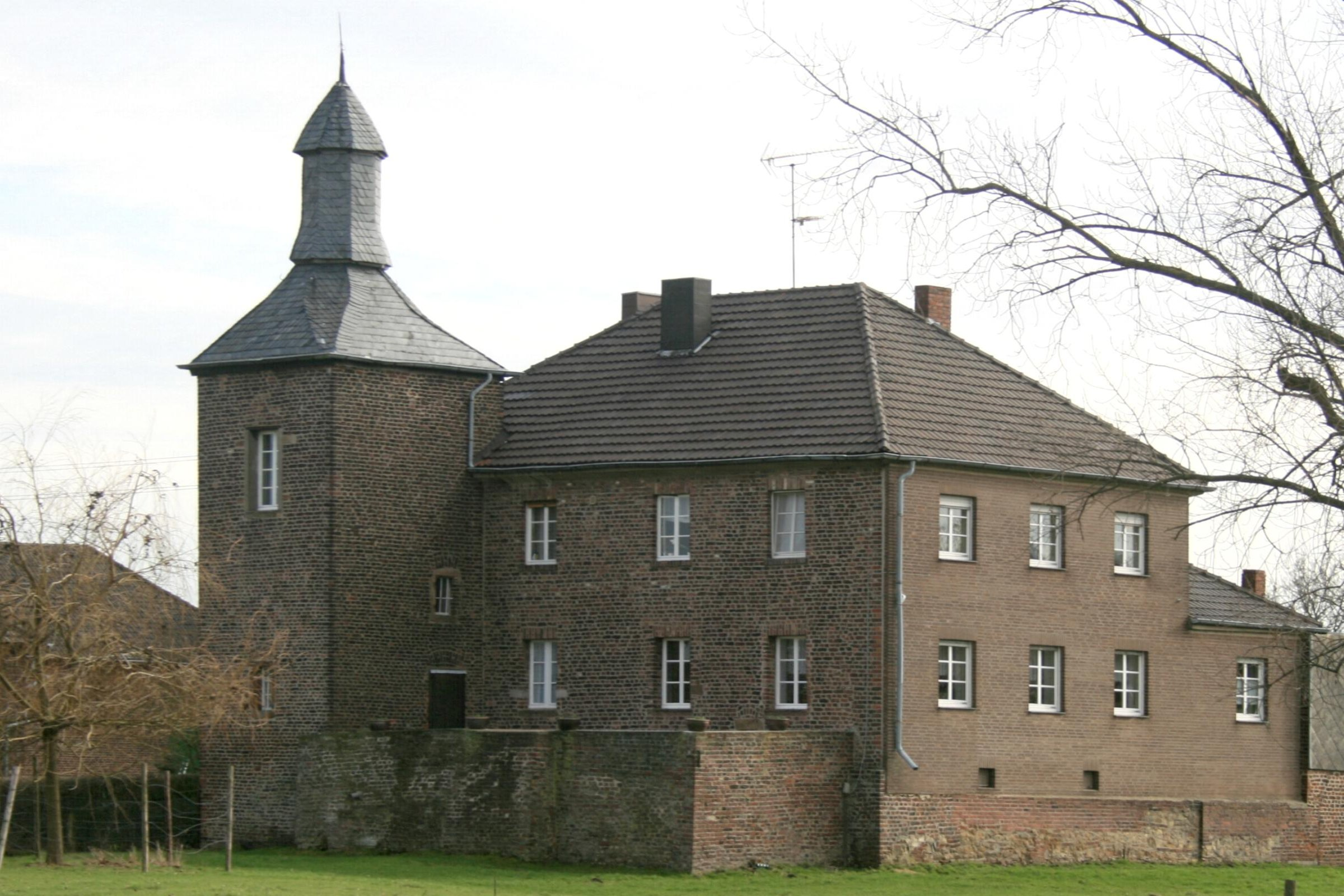
Haus Pesch Pier (Inden (Rheinland))
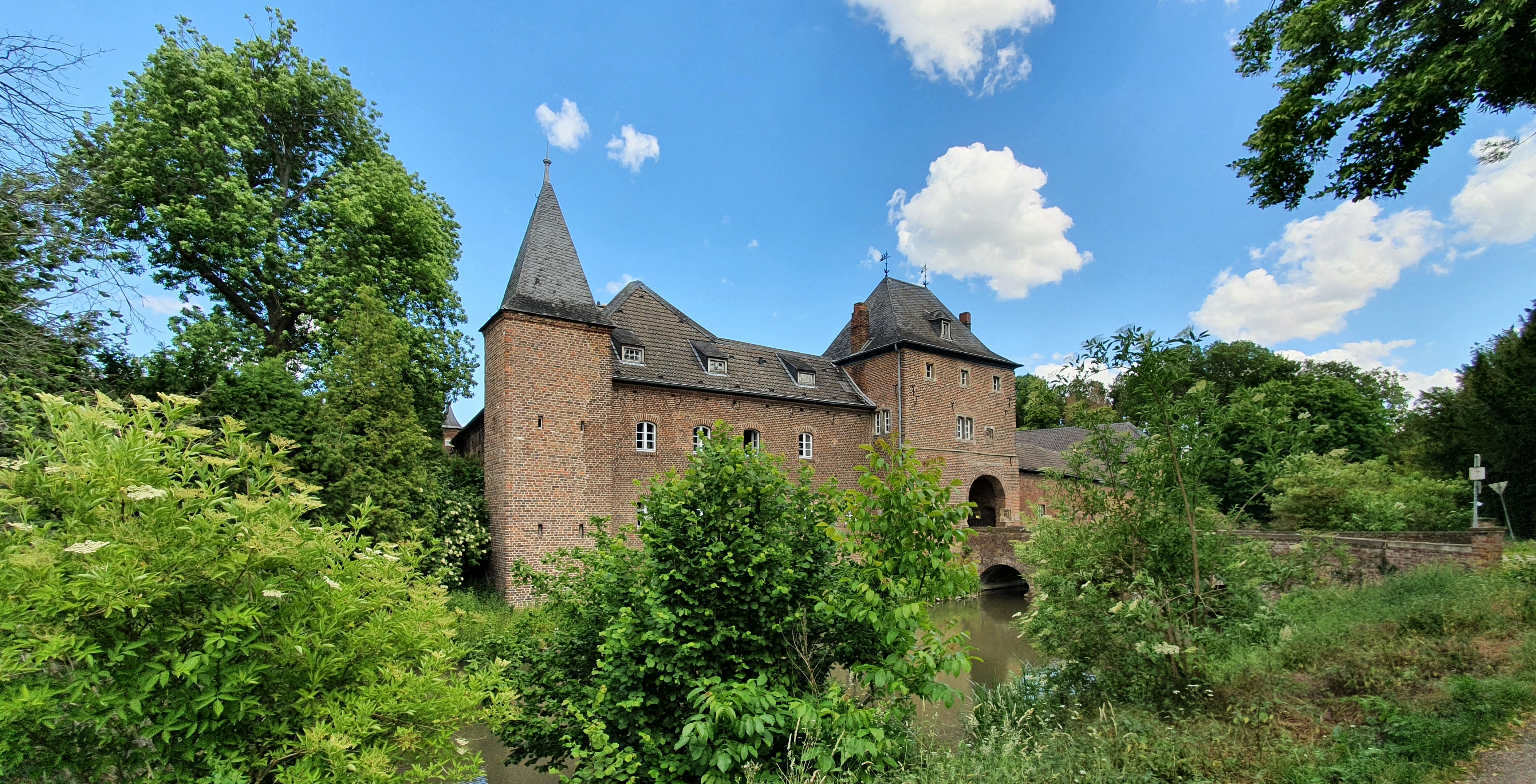
Schloss Kellenberg Barmen (Jülich)
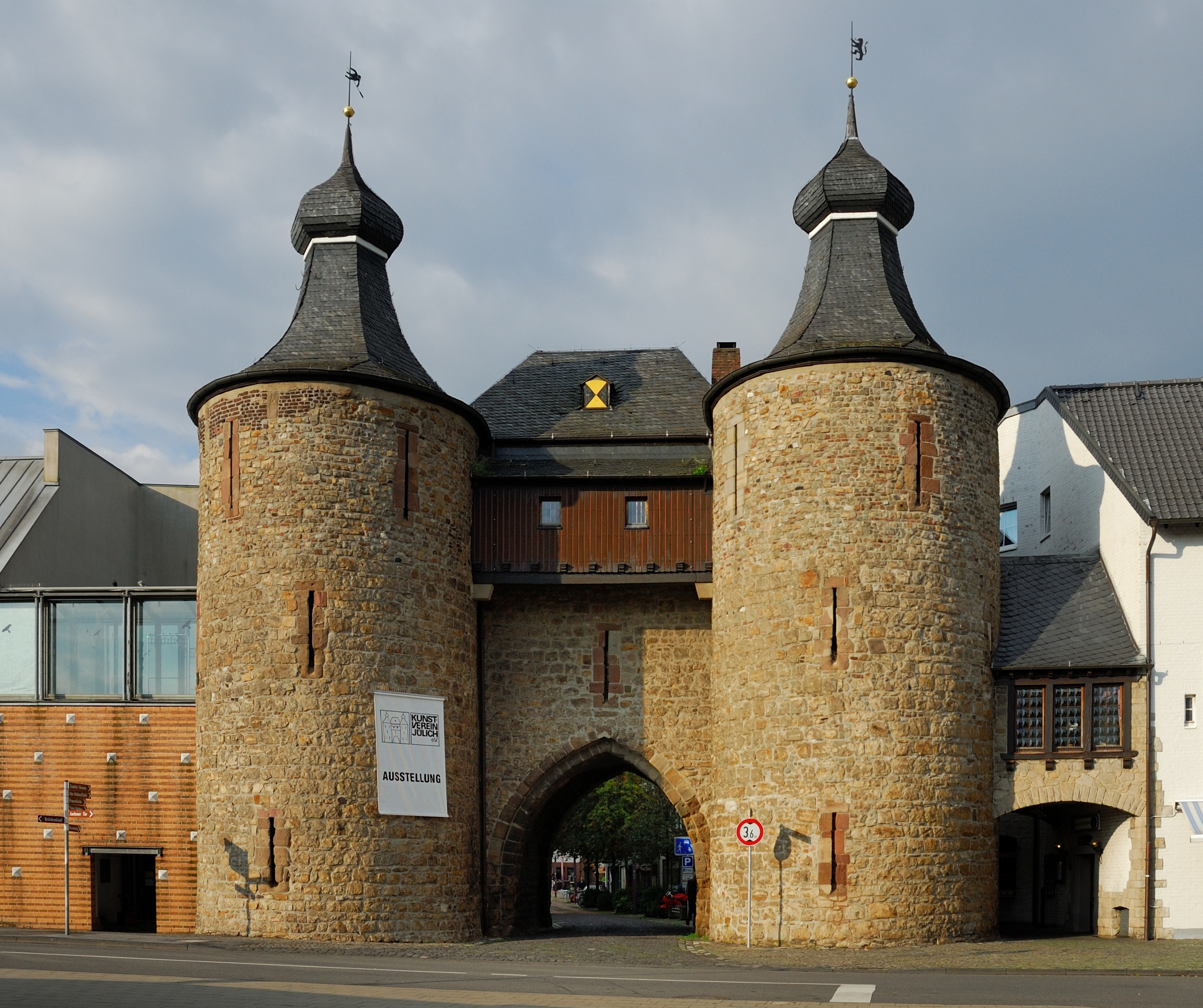
Hexenturm (Jülich)
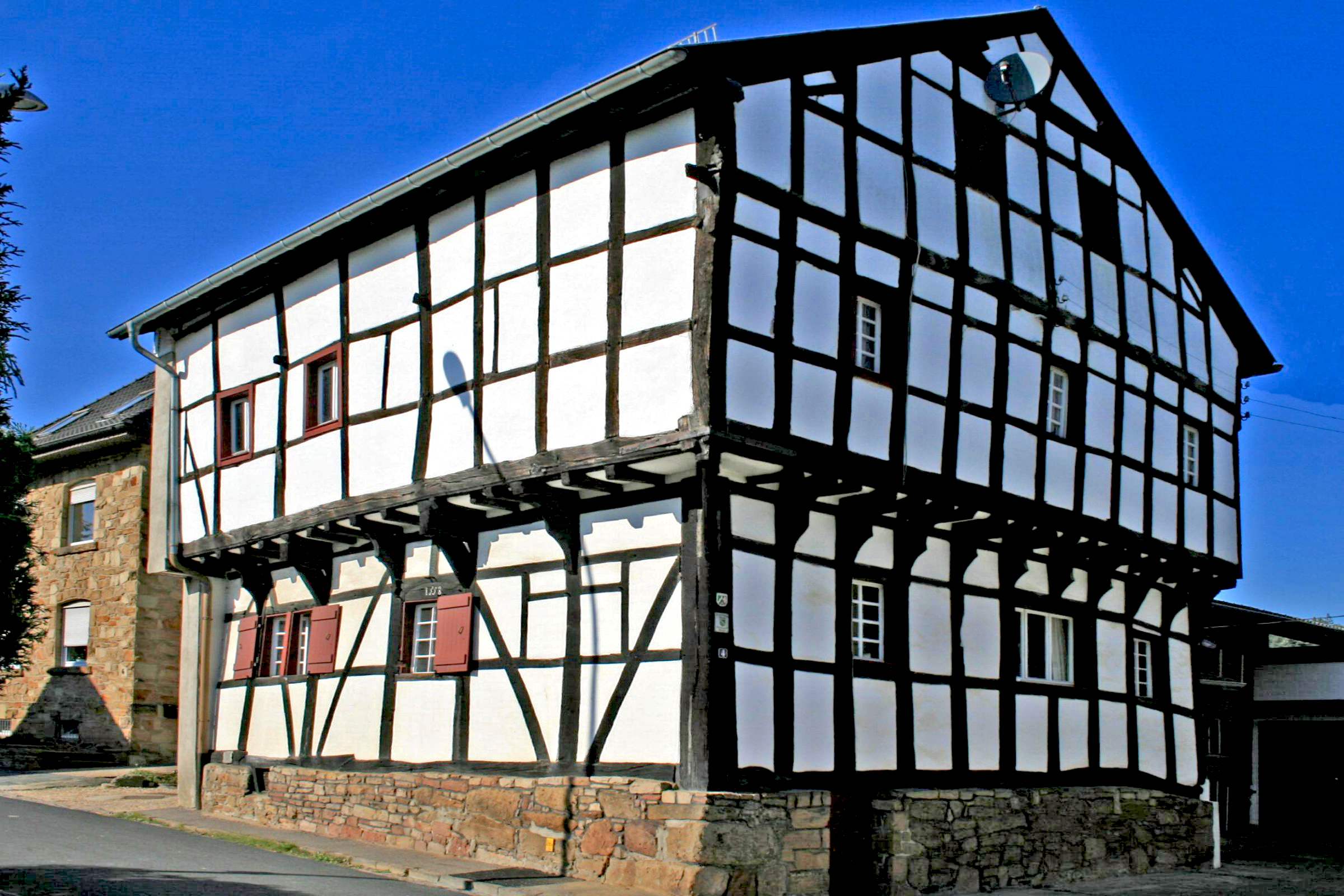
Schelfer Hof, ehemaliges Schöffengericht (1558) Untermaubach (Kreuzau)
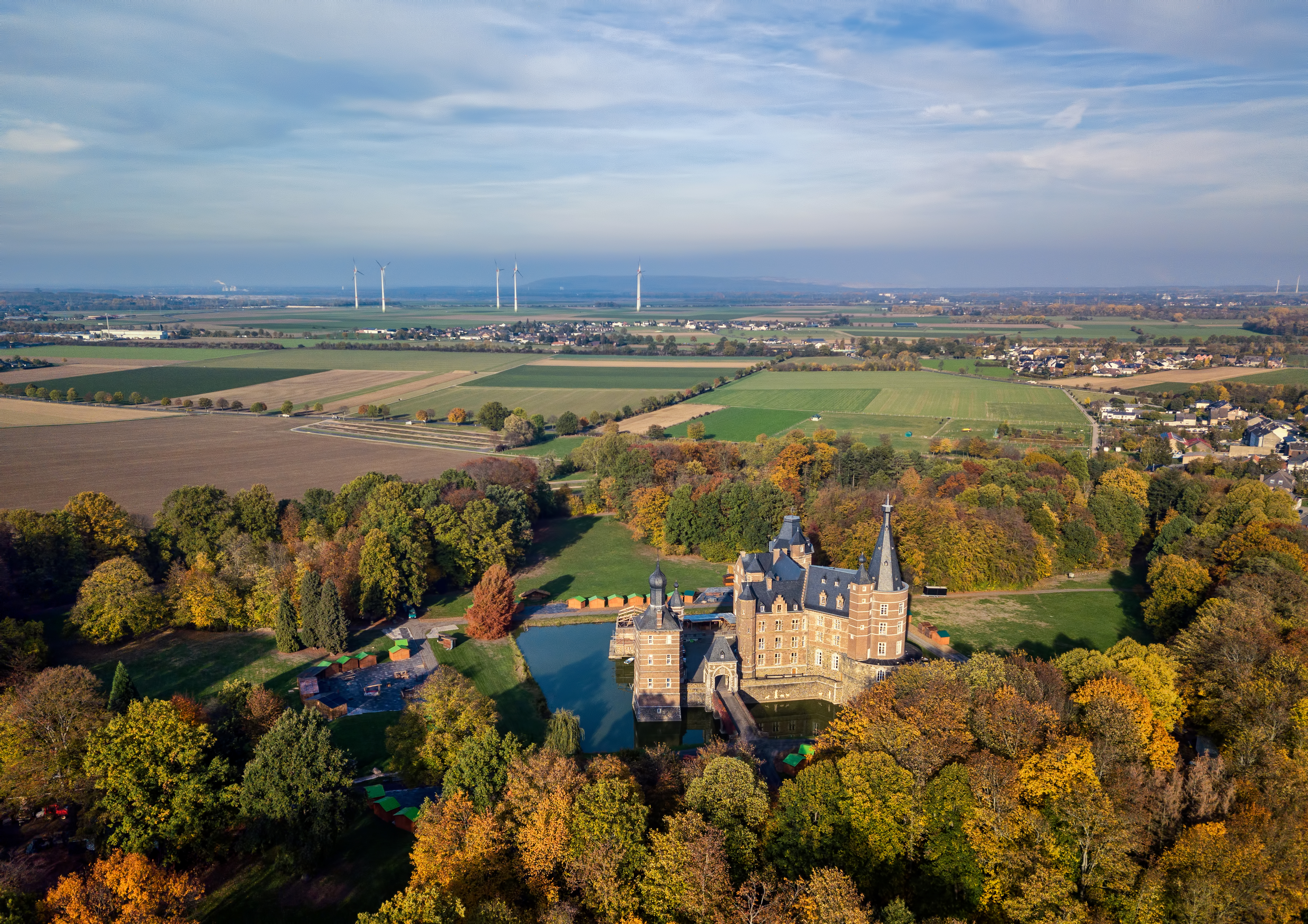
Wasserburg Schloss Merode (12. J.) (Langerwehe)
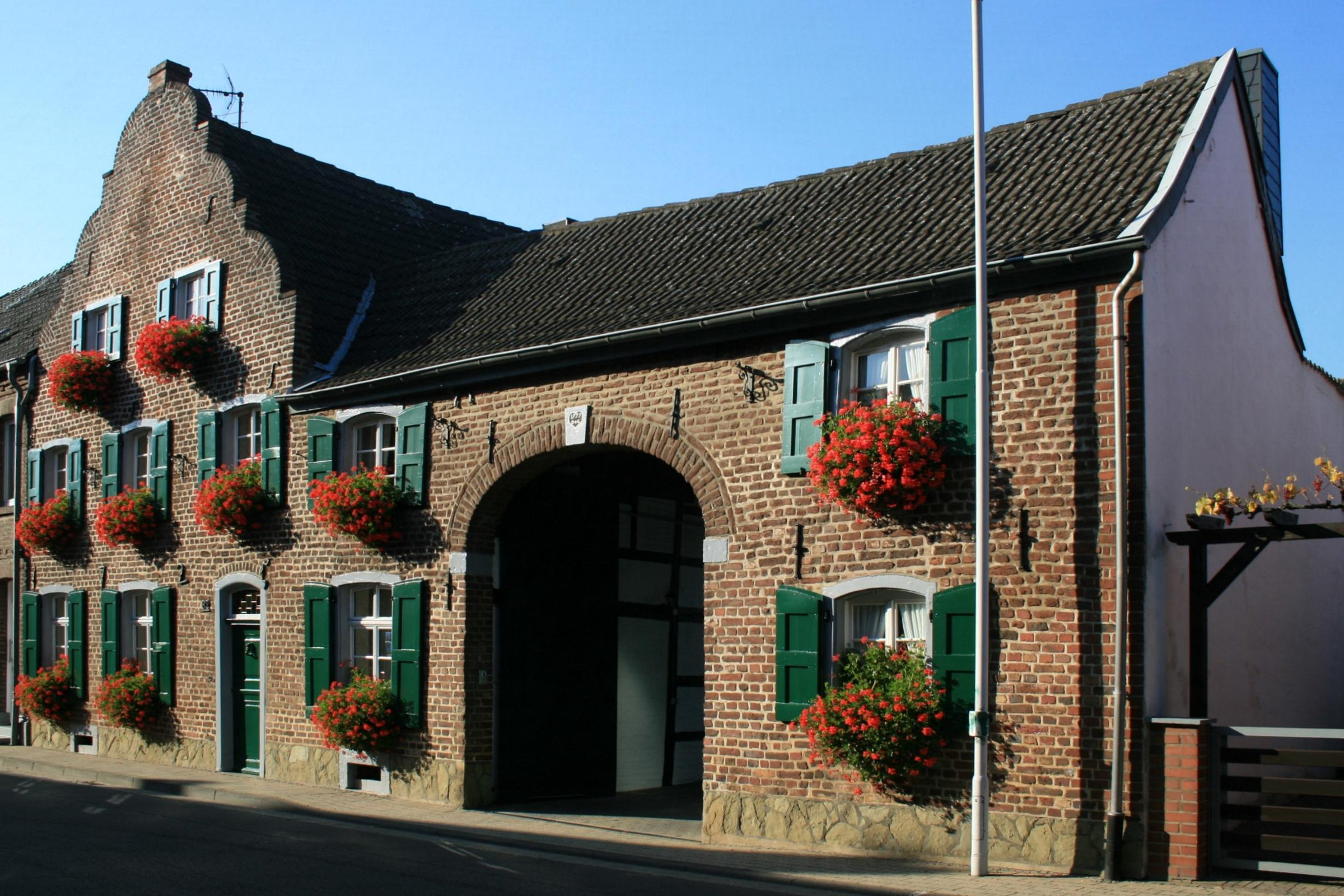
Backsteinhofanlage (1725) Körrenzig (Linnich)
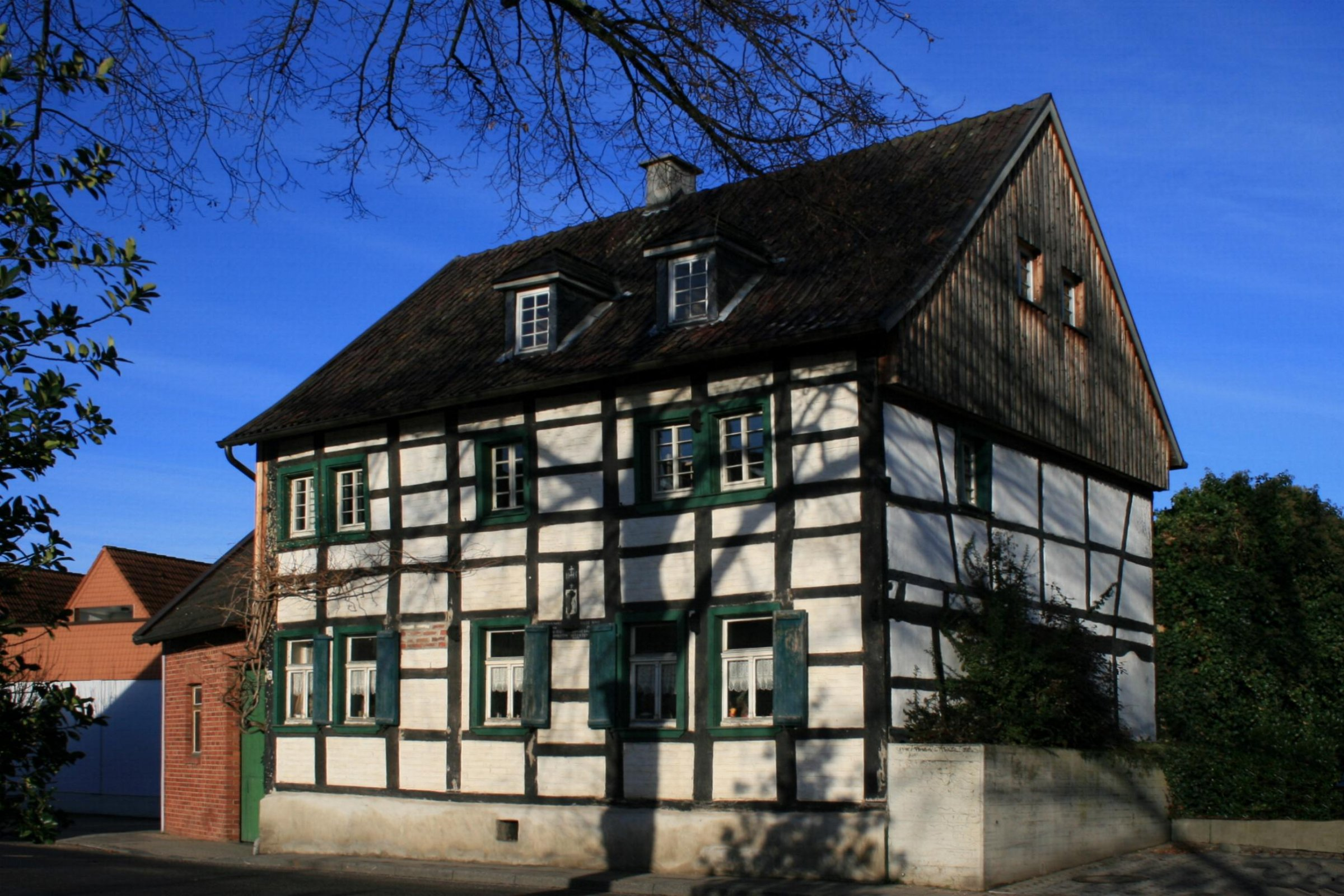
Fachwerkhaus (1784) (Merzenich)
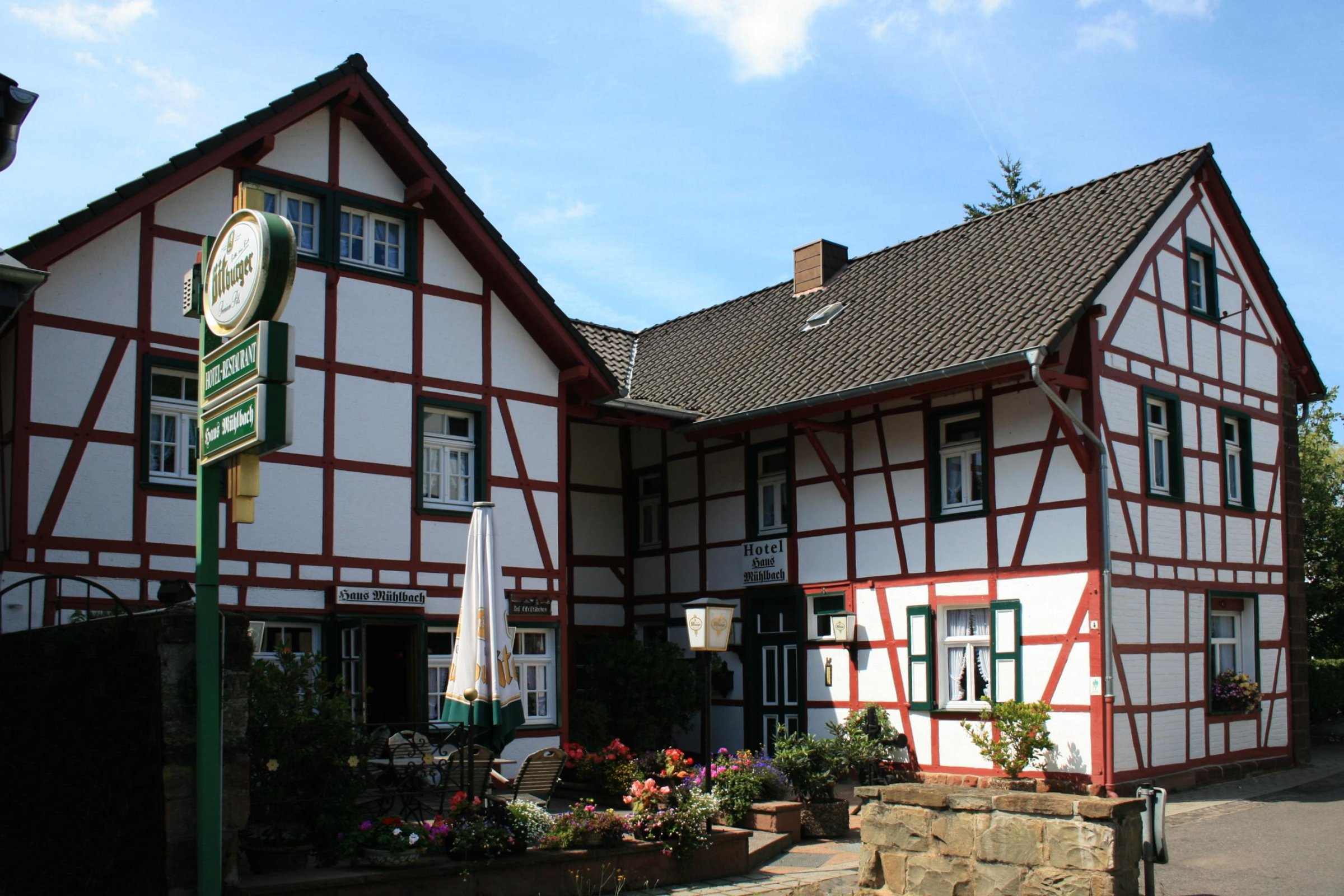
Fachwerkhofanlage Abenden (Nideggen)
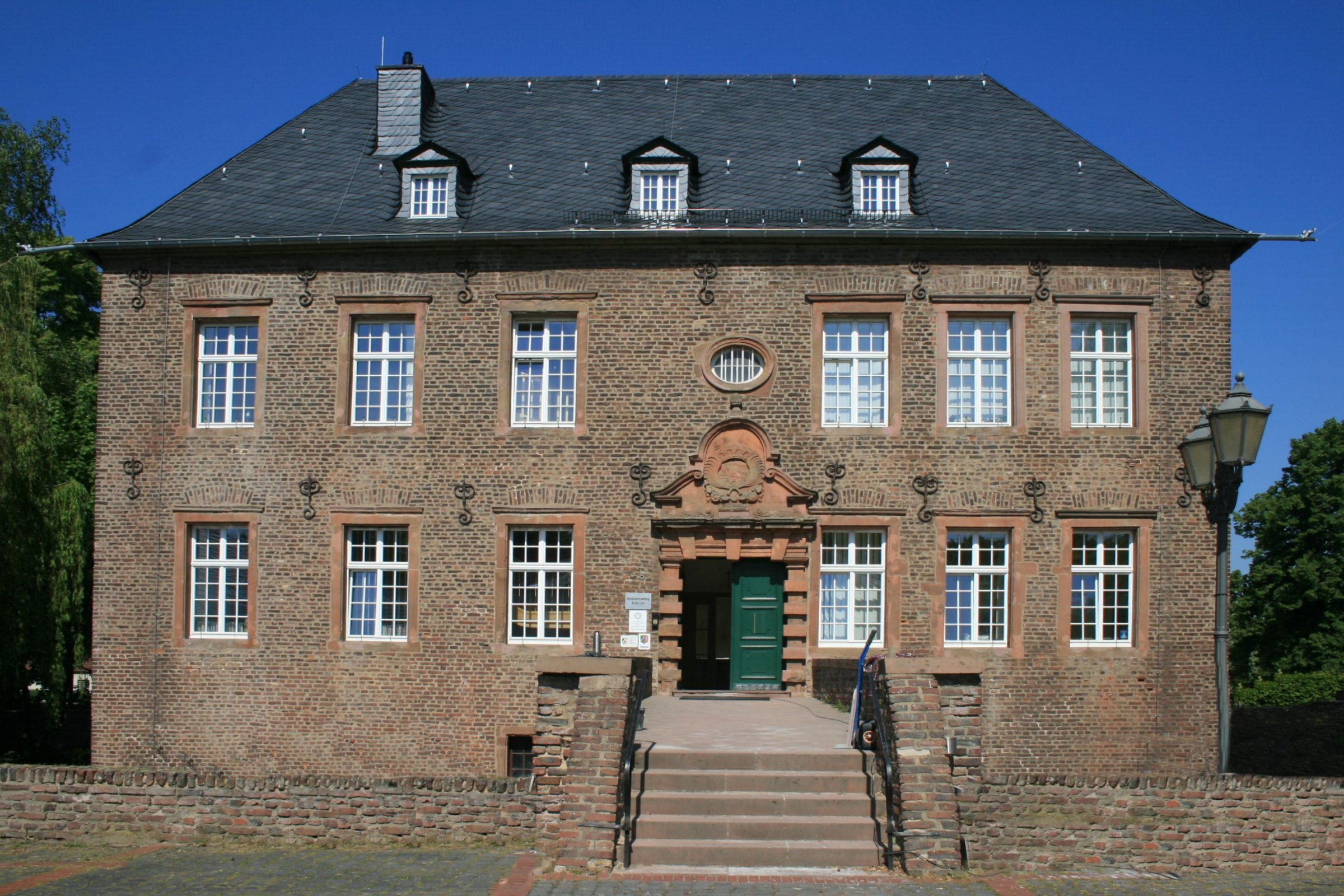
Burg (1698) (Niederzier)
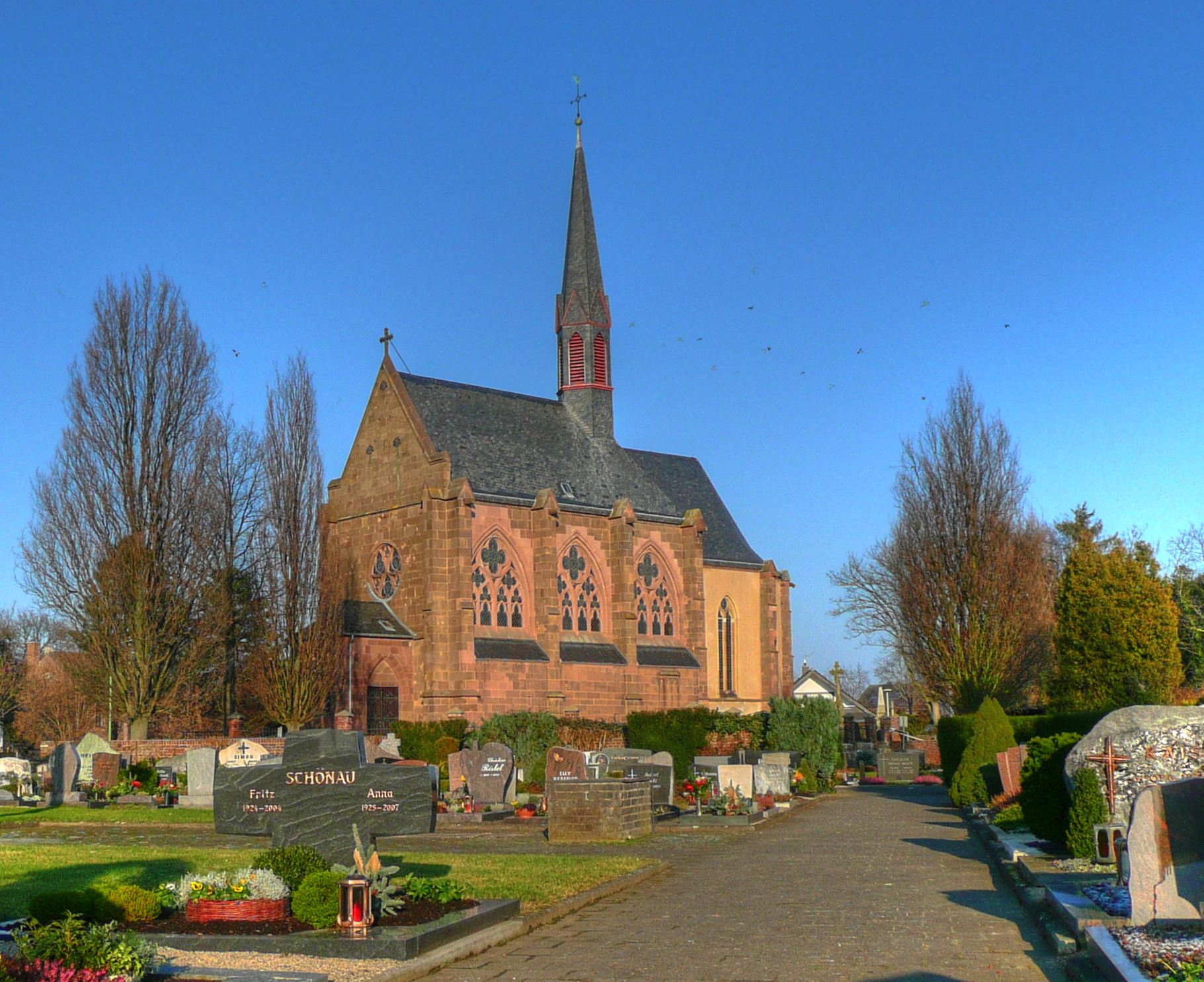
Pfarrkirche Frauwüllesheim (Nörvenich)
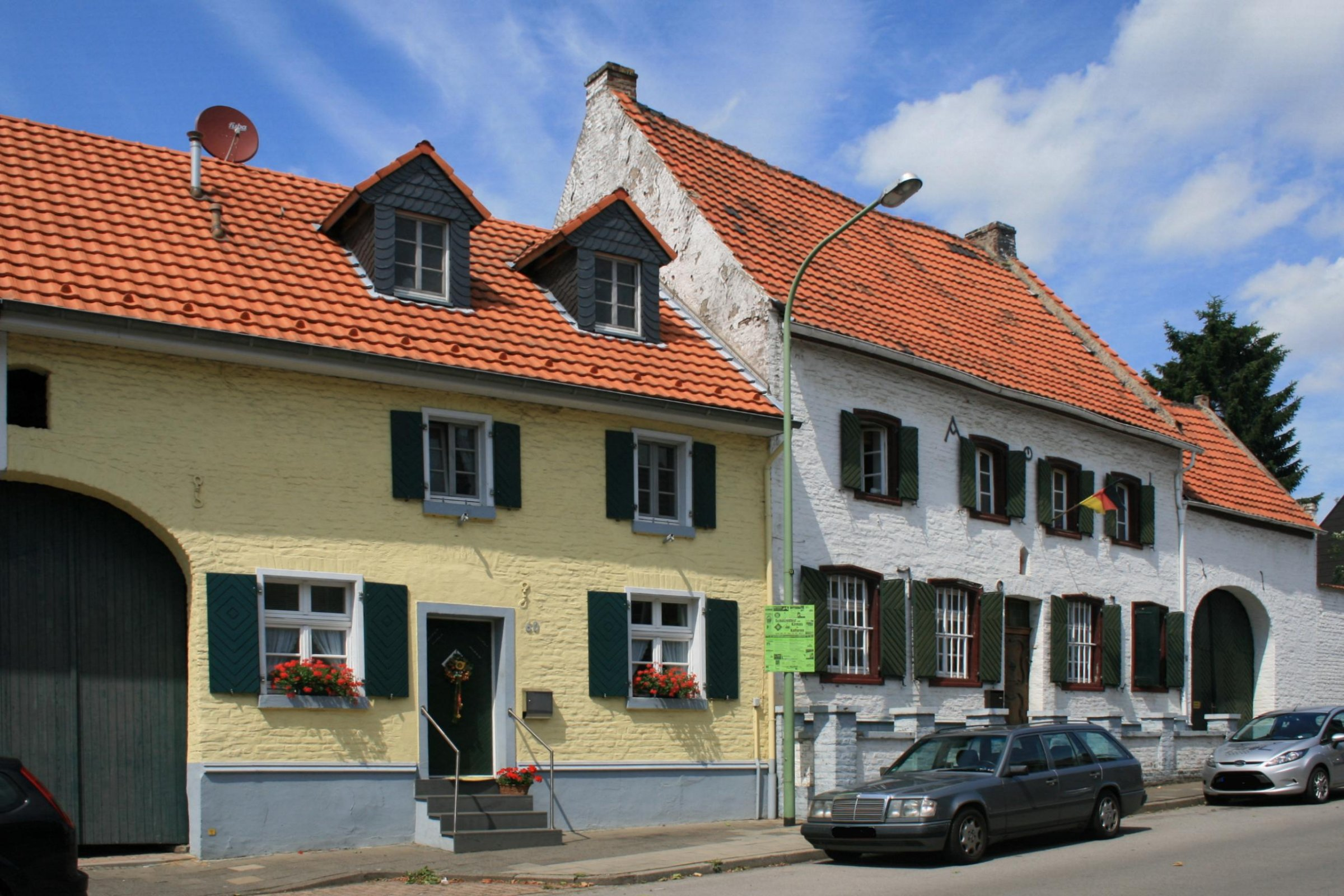
Hofanlage (1787) (Titz)
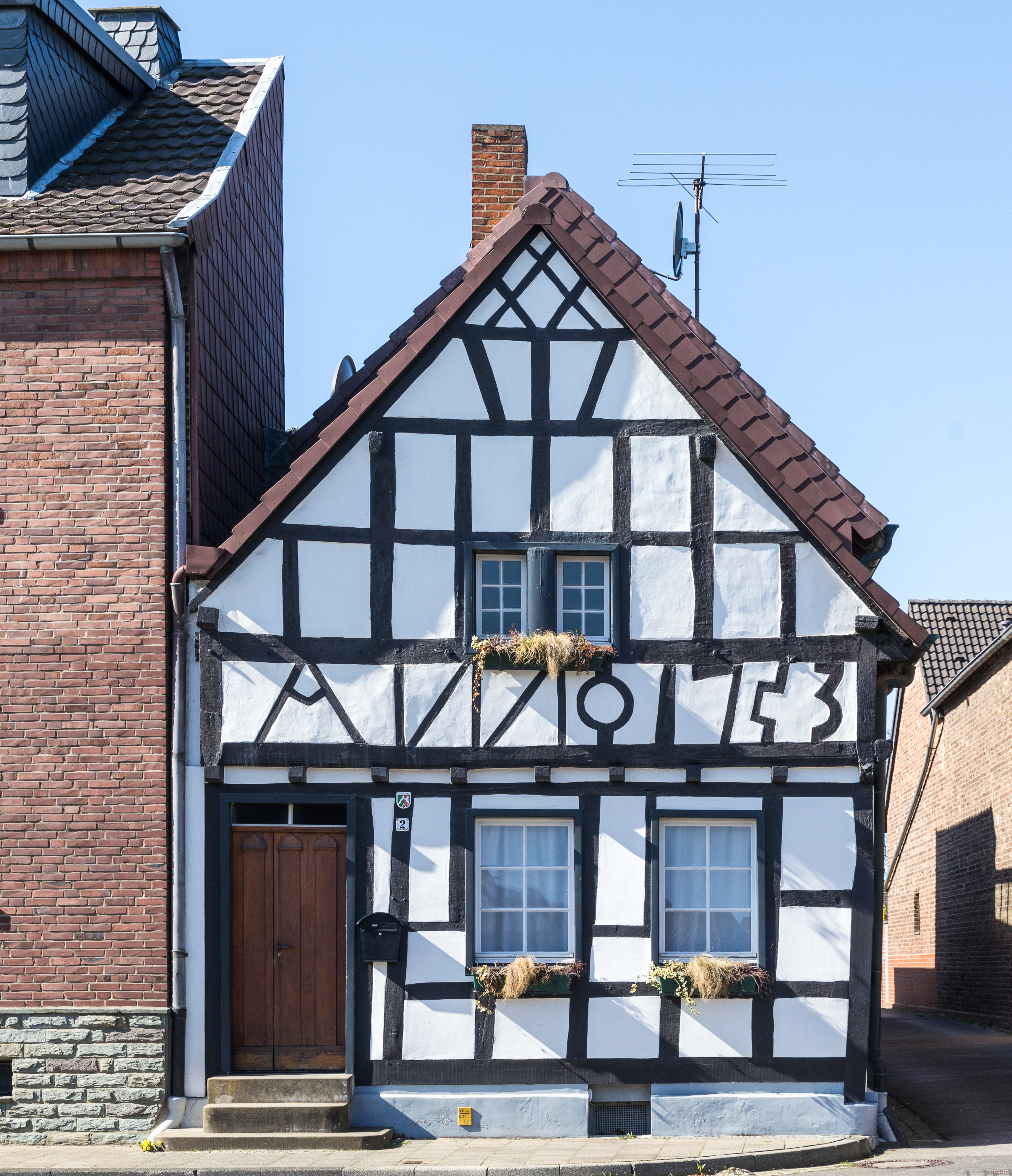
Fachwerkhaus Marktplatz 2 (Vettweiß)